# Ferdinand Gueldry

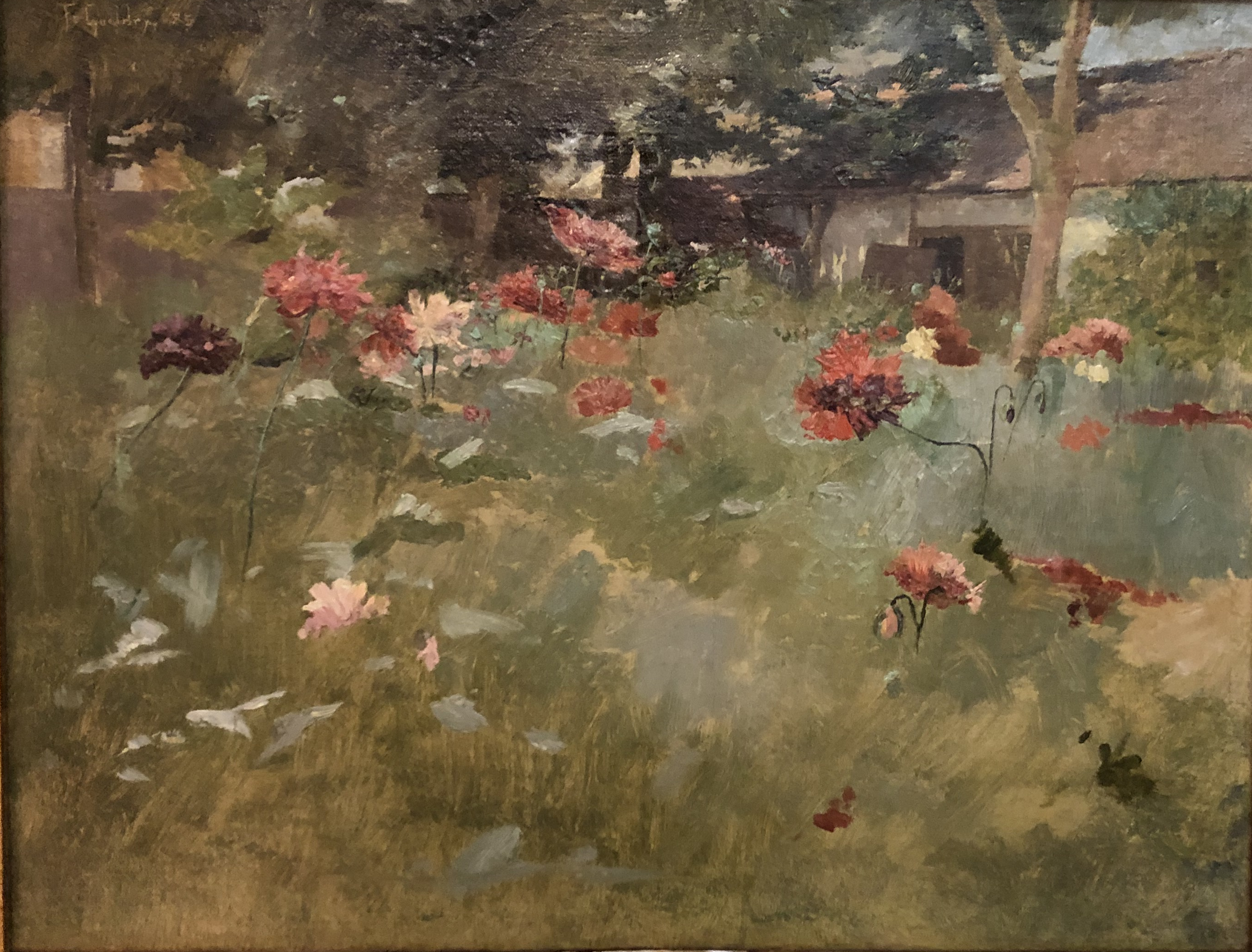
Les pavots (1885), huile sur toile, collection privée.

Joseph Ferdinand Gueldry (1858-1945) est un artiste peintre et illustrateur français, spécialisé dans les scènes sportives d'aviron, cofondateur de la Société nautique de la Marne en 1876.

## Biographie
Ferdinand Gueldry est né le 21 mai 1858 à Paris rue Amelot, de Henri-Sophie-Frédéric-Victor Gueldry et de Marie-Adèle Ranck, tous deux d'origine alsacienne. Il peint très jeune, dès l'âge de treize ans, et ses parents l'encouragent.
En 1874, il entre à l'École des beaux-art (Paris), rejoint l'atelier du peintre Jean-Léon Gérôme et le fréquente jusqu'en 1878. 
Entretemps, il découvre l'aviron et devient un « canotier » de haute volée, puisqu'il décide d'organiser des compétitions sur la Marne. Décrit comme un solide gaillard, en 1876, il cofonde avec des camarades la Société nautique de la Marne à Joinville-le-Pont sur l'île Fanac. À partir de 1881, avec sa toile Une régate à Joinville, une grande partie de ses sujets représentés sont des canotiers ou des scènes nautiques mettant en scène des sportifs en maillots rayés et leurs publics. Cette période correspond aux années 1880-1890 ; le peintre s'installe à Bry-sur-Marne où il a son atelier et peut en même temps pratiquer son sport. Arbitre international d'aviron, il se rend plusieurs fois en 
Angleterre, sur la Tamise, à la régate royale de Henley, d'où il tire une toile, Sur la Tamise, qu'il conserve toute sa vie. 
Sur le plan critique, dès le début des années 1880, Bertall, Étienne Carjat et le Gil Blas s'enthousiasment pour son traitement du sujet, Gueldry réussissant, selon eux, à s'affranchir de son maître Gérôme tout en se rapprochant de la manière d'un Édouard Manet. En 1902, Joris-Karl Huysmans écrira : « M. Gueldry est un des rares peintres qui aient tenté de s'affranchir de ses souvenirs d'école et d'aller droit à la nature. ».
Une deuxième phase apparaît dans son travail à partir de 1885, quand Gueldry élargit son sujet aux représentations d'intérieurs d'usines et à la vie ouvrière in situ. Traitées de façon naturaliste, ces scènes apportent un point de vue documentaire au moment de la Deuxième Révolution industrielle. Gueldry pose sa palette aussi bien dans le Nord, saisissant les ouvrières du textile, que dans le bassin du Creusot. On compte aussi quelques scènes militaires, des marines, des scènes champêtres, des scènes d'intérieur et de rares portraits. Intéressés, les pouvoirs publics se portent alors acquéreur de certaines toiles de Gueldry.
En 1895, il épouse l'une des filles de Richard-Gabriel Morris, fils d'imprimeur et promoteur à Paris des colonnes qui portent son nom, personnage dont Gueldry avait fait d'ailleurs le portrait en 1880. Le couple a trois enfants. Gueldry et son futur beau-père s'étaient rencontrés parce que ce dernier anima longtemps l'association des « Sauveteurs de la Seine ».
Au Salon de 1898, sa toile Les buveurs de sang, représentant des femmes anémiées buvant le sang d'un bœuf égorgé dans un abattoir, fait sensation. Elle offre un autre aspect de l'œuvre de l'artiste, figurant des scènes de la vie urbaine (hors usines).
En 1908, il est nommé chevalier de la Légion d'honneur sous la parrainage d'Édouard Detaille.
Durant la Première Guerre mondiale, il peint l'horreur des tranchées, entre autres l'enfer de Verdun.
Dans les années 1920, il préside la Société libre des artistes français, après avoir été démissionnaire de la Société des artistes français en 1907.

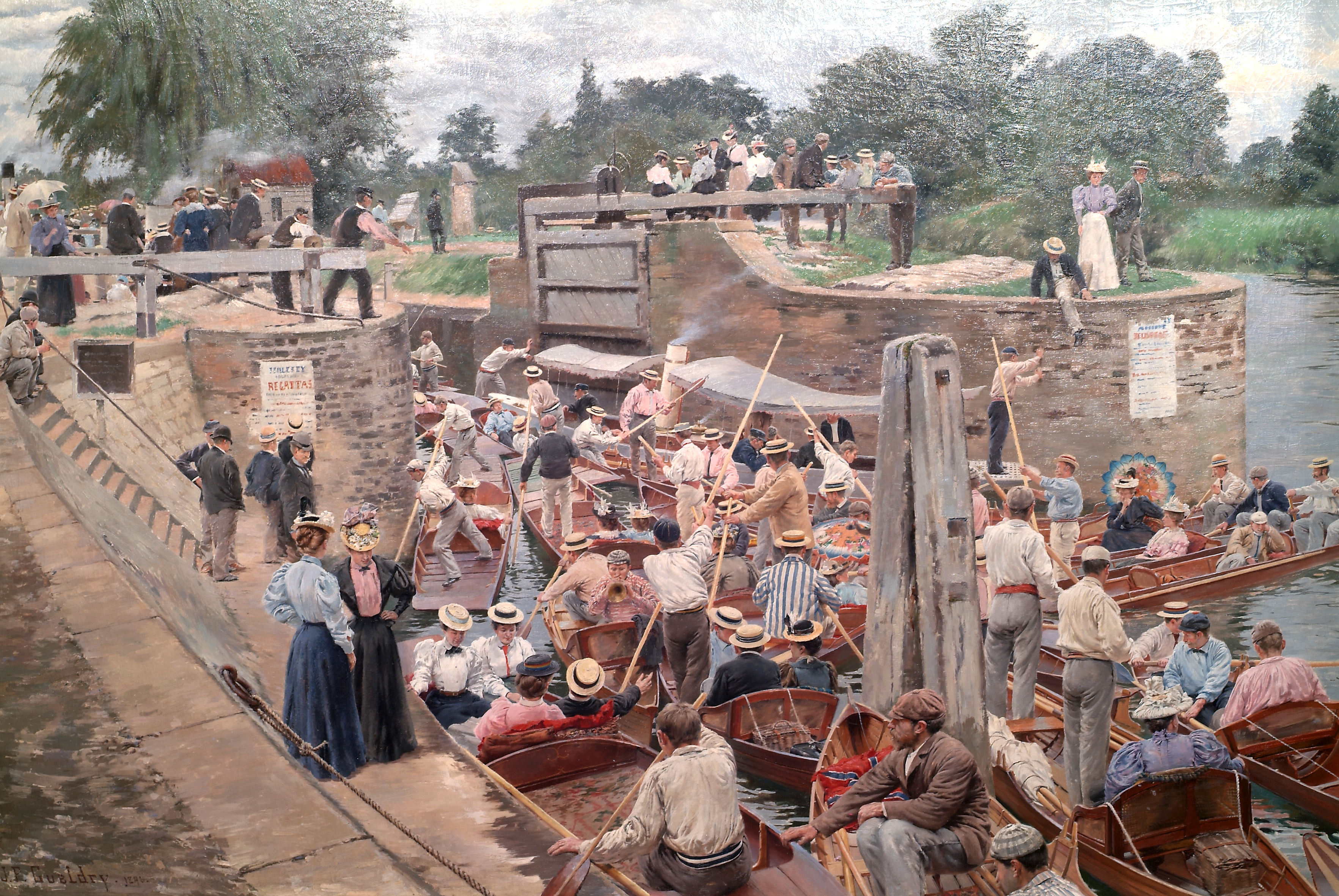
L'Écluse de Molesey (1896, musée de Nogent-sur-Marne)

Il meurt le 17 février 1945 à Lausanne, en partie oublié.

## Salons et expositions
Gueldry participe au Salon des artistes français à partir de 1889, année où il reçoit une médaille de 3e classe ; il participe à l'exposition universelle de 1889 et obtient une médaille d'argent. En 1890, il décroche une bourse de voyage. Il est médaillé d'argent durant l'exposition universelle de 1900 (Paris). Au niveau international, il expose durant les expositions universelles de Chicago (1893), Anvers (1894) Bruxelles (1897) et Saint-Louis (1904). Il expose également à Munich (1888), Saint-Pétersbourg (1890) et Moscou (1892). En 1912, il concourt aux jeux olympiques de Stockholm, dans le cadre inédit des compétitions artistiques aux Jeux olympiques, catégorie peinture, et se classe finaliste. 

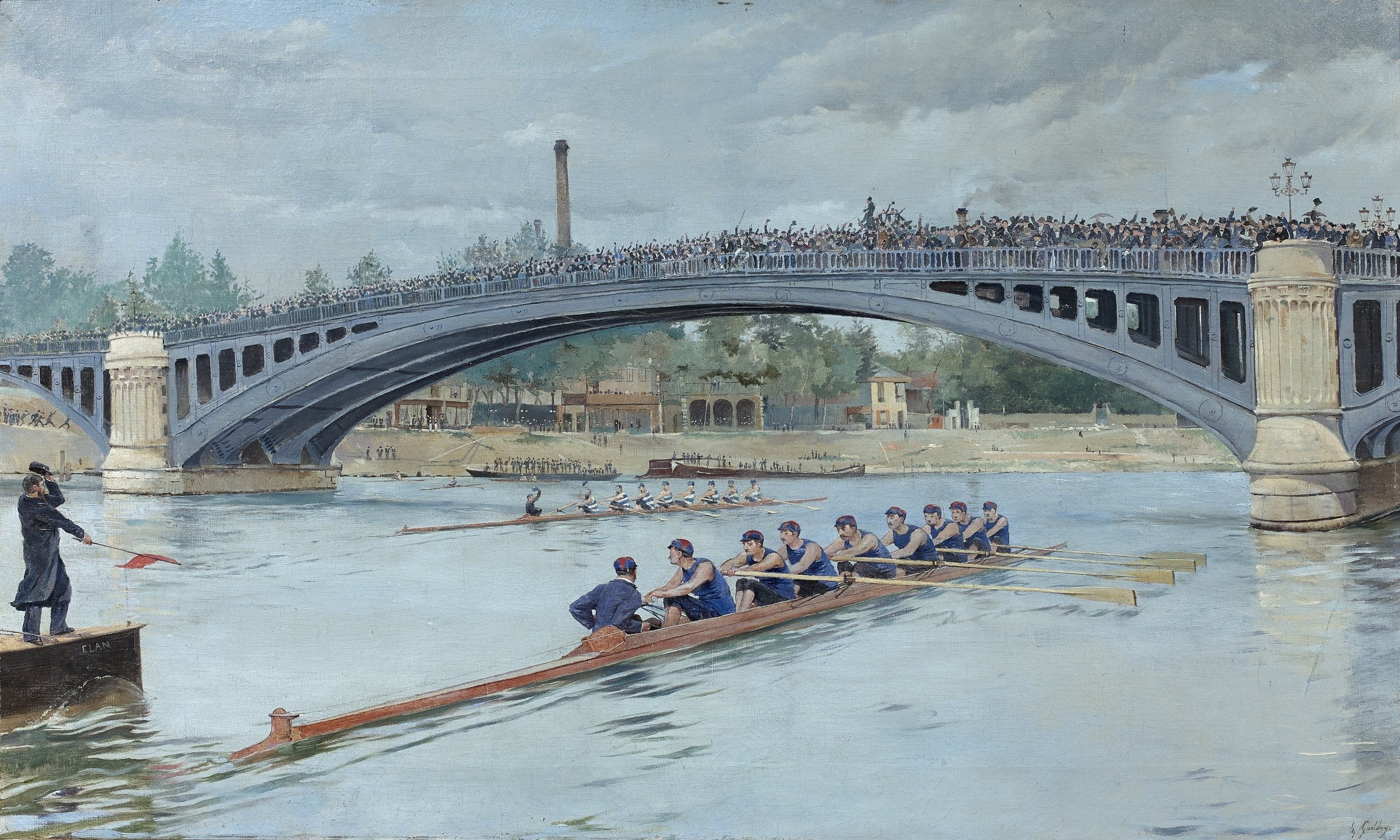
Match annuel entre la Société nautique de la Marne et le Rowing club, 1882.

En 2018, le musée de Nogent-sur-Marne organise l'exposition Ferdinand Gueldry, peintre de l'eau et de la lumière.
En 2024, une toile de Gueldry, Match annuel, est choisie pour l'affiche de l'exposition En jeu ! Les artistes et le sport au musée Marmottan Monet à Paris.

## Conservation

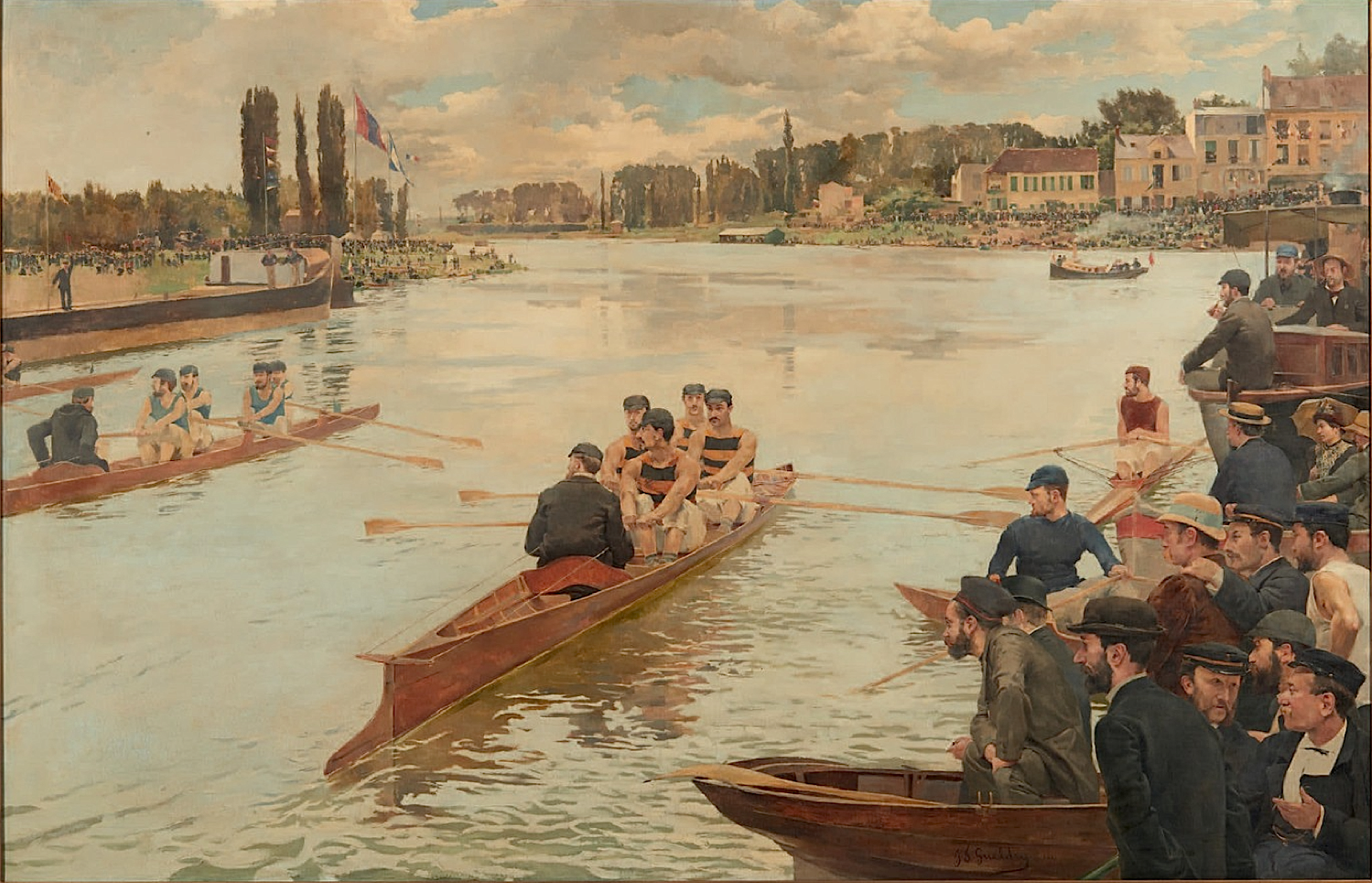
Une régate à Joinville. Le Départ (1881, collection particulière).

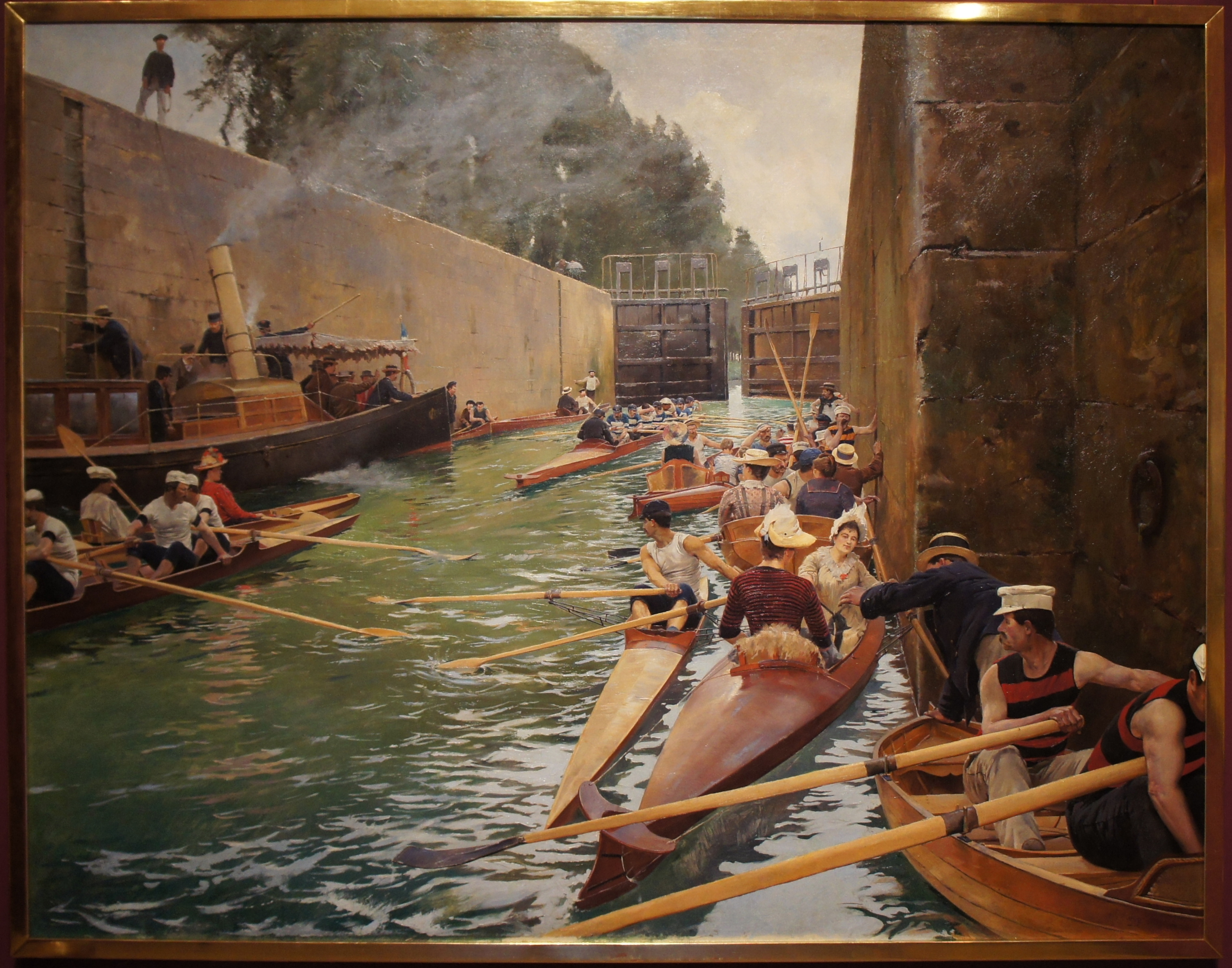
L'Éclusée (1888), huile sur toile, musée des beaux-arts de Reims.

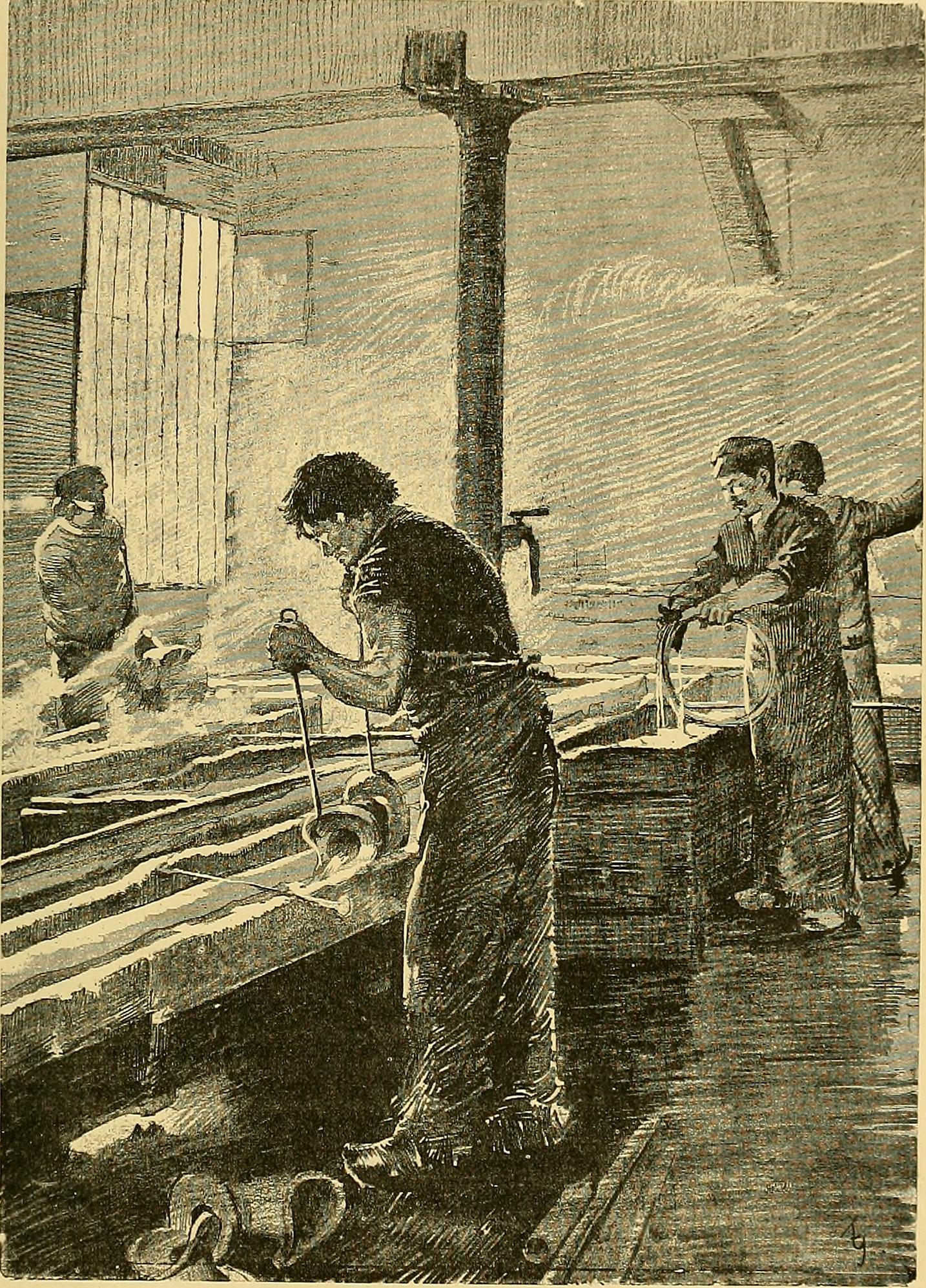
Le Décapage des métaux, version gravée (1887), publiée dans la Gazette des beaux-arts.

De son vivant et avant 1908, l'État français s'est porté acquéreur de onze toiles de Gueldry, dont deux seulement ont pour sujet l'aviron,. 

### Huiles sur toiles
- Le Décapage des métaux (1886), Amiens, musée de Picardie.
- Rameurs sur la Seine [avant 1905], Cahors, musée de Cahors Henri-Martin[13].
- Coucher de soleil à La Clarté, Côtes-du-Nord, Salon des arts et de la mer 1907, musée de Dax.
- Le Saut du barrage de Trilbardou (1895), Joinville-le-Pont, Hôtel de ville de Joinville.
- Les Meuleurs (1888), Le Creusot, écomusée de la Communauté urbaine Le Creusot-Montceau[14].
- Le Laminoir (1901), Nîmes, Musée des Beaux-Arts de Nîmes.
- Match annuel entre la Société Nautique de la Marne et le Rowling club (1882), musée de Nogent-sur-Marne.
- L'écluse de Molesey (1896), musée de Nogent-sur-Marne.
- Aux sources du canotage — Sur la Tamise  (1896), musée de Nogent-sur-Marne[15].
- Scène de canotage près du pont de Bry (1900), musée de Nogent-sur-Marne.
- Sur la Marne. Scène de canotage à Bry-sur-Marne (1906), musée de Nogent-sur-Marne.
- L'Avant-port de Trouville ou Dans l'avant-port (1906), Paris, ministère de la Marine (non localisée[16]).
- La Veille de Montmirail. 10 février 1814 (1904), Paris, musée de l'Armée.
- Le Laboratoire municipal de chimie (1887), Paris, musée Carnavalet.
- L'Estacade, 28 janvier 1910, Île Saint-Louis (1910), Paris, musée Carnavalet.
- Dragons à l'abreuvoir (1907), Paris, musée du Luxembourg.
- Promenade en yole (anc. Les plaisirs du canotage), vers 1906, Paris, musée national de la Marine[17].
- Une messe à Notre-Dame de La Clarté (Ploumanac'h)  (1909), musée des Beaux-Arts de Quimper.
- L'Éclusée (1888), Reims, musée des Beaux-Arts de Reims.
- Scène de triage de la laine (1913), Roubaix, La Piscine.
- Filature du nord ; mise en ballot de la laine (1913), Roubaix, La Piscine.
- Une fonderie. Les Mouleurs (1885), musée de Saint-Étienne.
- Feu de la Saint-Jean, Côtes-du-Nord, salon de 1908, musée de Saint-Nazaire.
- Mise à l'eau du outrigger à huit (1907), achat par l'État (non localisé).
- Un jour de régates, salon de 1890, achat par l'État (non localisé).
- Les pavots (1885), Paris, collection privée.
- Une régate à Joinville-le-Pont (1881).
- La Guerre en dentelles (1897), musée de San Francisco.
- Delaplane (1906), Nice, musée national du sport.

### Autres
- Plafond peint (1903) du théâtre municipal de Cahors.
- Outrigger à quatre, salon de 1905, reproduction sur carte postale, Chatou, musée Fournaise[18].

### Vente
Une régate à Joinville, le départ, une grande toile de 131 x 203 cm datant de 1881, l'un de ses premiers travaux importants sur ce sujet, s'est vendue 114 240 € à Paris le 14 octobre 2016.